# Topolovci
Topolovci – wieś w Słowenii, w gminie Cankova. W 2018 roku liczyła 53 mieszkańców.